# Kommunalwahlen in Litauen 2015
Die Gemeinderatswahlen (Kommunalwahlen) in Litauen 2015 fanden am 1. März 2015 statt, notwendige Stichwahlen für Bürgermeisterwahlen werden am 15. März 2015 und die wiederholten Gemeinderatswahlen in der Rajongemeinde Trakai am 7. Juni 2015 durchgeführt.
Der Termin wurde durch die Oberste Wahlkommission der Republik Litauen festgesetzt.

## Bürgermeisterwahlen
Im März 2015 wurden die Bürgermeister in den Rajon- und Stadtgemeinden bei den direkten Wahlen gewählt. Mit der Stimmenmehrheit wurden schon im ersten Wahlgang diese Personen gewählt:
- Stadtgemeinde Alytus: Vytautas Grigaravičius, „Alytaus piliečiai“
- Gemeinde Rietavas: Antanas Černeckis, Liberalų sąjūdis (LRLS)
- Rajongemeinde Ignalina: Henrikas Šiaudinis, Valstiečiai ir žalieji (LVŽS)
- Gemeinde Birštonas: Nijolė Dirginčienė, LSDP
- Rajongemeinde Jonava: Mindaugas Sinkevičius, LSDP
- Rajongemeinde Molėtai: Stasys Žvinys, TS-LKD
- Rajongemeinde Utena: Alvydas Katinas, LSDP
- Rajongemeinde Vilnius: Marija Rekst, Lietuvos lenkų rinkimų akcija
- Rajongemeinde Kaunas: Valerijus Makūnas, LSDP
- Gemeinde Marijampolė: Vidmantas Brazys, LSDP
- Rajongemeinde Panevėžys: Povilas Žagunis, LVŽS
- Rajongemeinde Pasvalys: Gintautas Gegužinskas, TS-LKD
- Gemeinde Pagėgiai: Virginijus Komskis, TT[2]